# John Gayle (político)
John Gayle (11 de setembro de 1792 - 21 de julho de 1859) foi o sétimo governador do estado do Alabama de 1831 até 1835, e foi mais tarde um juiz dos Estados Unidos para o distrito do estado.